# 白衣授与式

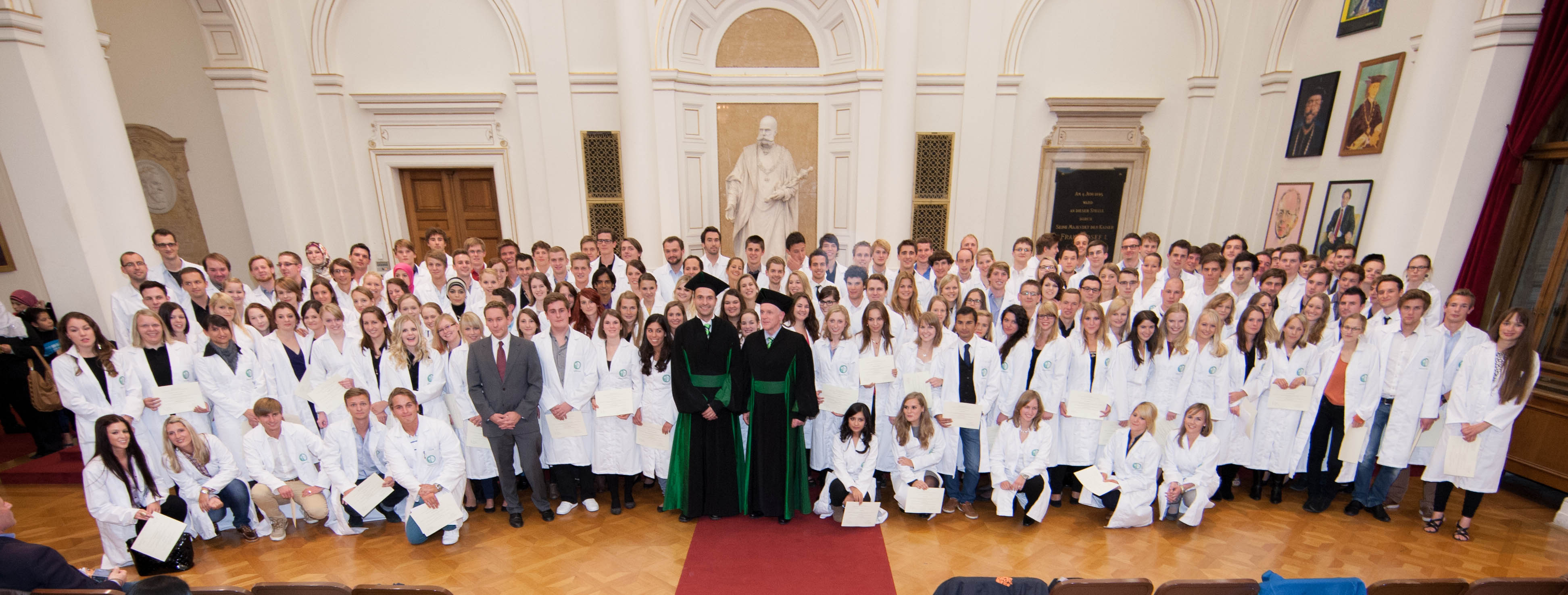
オーストリア・グラーツのグラーツ医科大学で行われた白衣授与式（2012年）

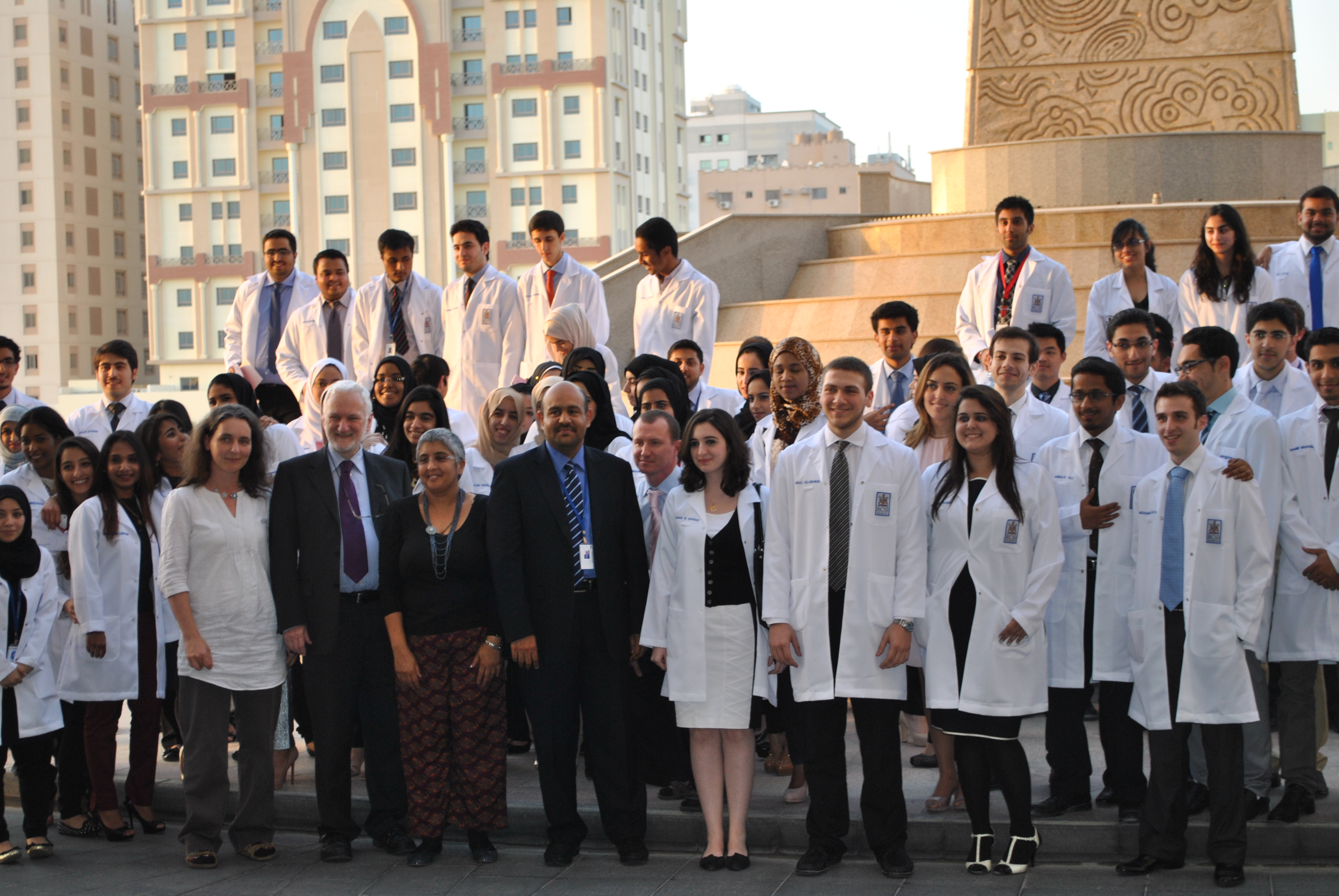
バーレーン・ムハッラク島にあるアイルランド王立外科医学院のバーレーン校 (RCSI-Bahrain) で行われた白衣授与式（2013年）

白衣授与式（はくいじゅよしき、英語: white coat ceremony）は、医学部の学生が臨床実習に就くに当たり、白衣を授与して、医師を目指す者としての自覚を促す式典である。白衣式（はくいしき）、臨床医学生認定式ともいう。また、医学部の学生のほか、歯科医を目指す歯学部の学生、薬剤師を目指す薬学部の学生、コ・メディカル（医療従事者）を養成する学校の学生など、主に医療に関して白衣を着用する領域の専門職を養成する学校において、その学生を対象に行うこともある。

## 概要
白衣授与式は、英語の White coat ceremony（ホワイトコートセレモニー）の翻訳である。医学生が臨床を開始する前に行う式であり、米国で1989年に初めて行われた（整備された式典が行われたのは1993年とされる）。式典では白衣を授与するほか、医師の任務・倫理に関する神への宣誓文であるヒポクラテスの誓いを朗読することも多い。
医学生の場合は通常、基礎学科を終了した段階、患者を診察する臨床が始まる前に行われる。講堂で、指導者から臨床実習を始めるにあたっての心構えの話があり、医師としての倫理が強調される。ヒポクラテスの誓いを読まれることが多く、日本では日本医師会が定めた「医道五省」も使用される。学生は教授から白衣を着せられる。また学生も宣誓書を提出する。医学上の功績のある人の講演がある場合もある。医学上の素人から専門家への一段階上に上がるという儀式的意味がある。

## 歴史
白衣授与式が初めて行われたのは、1989年、アメリカ合衆国のシカゴ大学プリツカー医科大学院である。また、整備された式典として行われたのは、1993年、同国のコロンビア大学ヴァジェロス医学校である。2010年代には、アメリカ合衆国の100以上の医学校で行われている。さらに、イラン、イスラエル、カナダ、ドミニカ共和国、ブラジル、ドイツ、イタリアなど、全世界的に行われ、日本でも行われている。
日本では、2001年1月11日に久留米大学医学部医学科で行われたのが最初である。医療従事者としての自覚、奉仕の志、専門職意識を涵養するための通過儀式として第4学年の臨床実習前の臨床技能実習の開始に合わせて行われた。2006年（平成18年）には、慶應義塾大学医学部でも行われた。同年4月1日、同大学の信濃町キャンパス北里講堂において、臨床実習に進む医学部の新5年生を対象として、「白衣式」が挙行された。同校では、白衣式の意義について、「医師としての専門職意識の向上、医の倫理の自覚と患者さんに対して持つべき優しさを再認識させ、医師を目指す者としての心構えを新たにするための式典」と説明する。このときの式典は、アジア地域で初めて米国ゴールド財団からの助成を受け、白衣式の創始者であり、米国コロンビア大学教授で財団創始者でもあるアーノルド・P・ゴールド夫妻立会いのもとで行われた。また、式典では、池田康夫医学部長らが学生一人ひとりに白衣を着せた後、「医学の父」と称されるヒポクラテスの誓詞（ヒポクラテスの誓い）、同大学創設者の福澤諭吉による七言絶句「贈医」、慶應義塾大学病院の理念が紹介された。さらに、2007年3月に埼玉医科大学で行われ、ほかに多くの大学が追従している。埼玉医大では日野原重明や菅野武が教育講演を行った。